# Brantford Bulldogs
Brantford Bulldogs är ett kanadensiskt proffsjuniorishockeylag som spelar i Ontario Hockey League (OHL) sedan 2023. Dessförinnan var laget Hamilton Bulldogs (2015–2023) och ursprungligen Belleville Bulls (1979–2015).
Laget spelar sina hemmamatcher i inomhusarenan Brantford Civic Centre i Brantford i Ontario.